# Studio (byggnad)

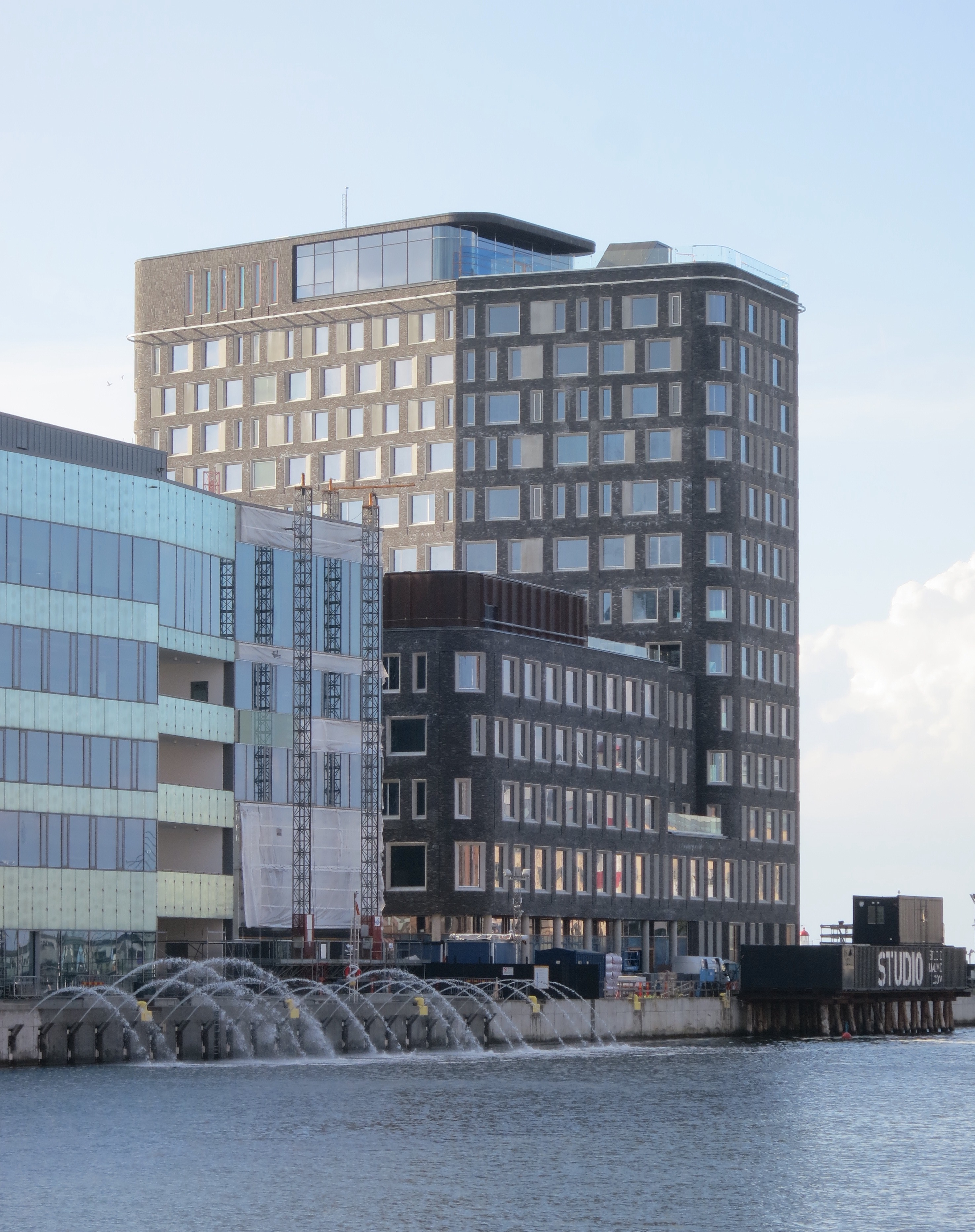
Studio

Studio är en byggnad på Nordenskiöldsgatan 14 på Universitetsholmen vid hamninloppet i Malmö, invigd 14 oktober 2016.
Studio är en byggnad ritad av Schmidt Hammer Lassen och Temagruppen Sverige och utvecklad av Skanska att, granne med bland annat Malmö universitet, Sveriges Television och Media Evolution City, vara en kreativ mötesplats för en blandning av olika mindre företag, verksamheter och personer. Byggnaden är på cirka 25 000 kvadratmeter fördelat på 14 våningar, varav de fyra översta våningarna hyser Story Hotels 95 hotellrum och skybar med stor utomhusterrass. De tre temana för byggnaden sammanfattas av Skanska som "Work, Stay, Play" och byggnaden innehåller kontorslokaler/-hotell, en mängd möteslokaler i Studio Meetingpoint med olika aktiviteter och offentliga debatter, utställningsytor delvis i samverkan med Moderna museet Malmö, restauranger och butiker. Det finns även en black box-teater.